# Ulica Topolowa w Krakowie
Ulica Topolowa – ulica w Krakowie, w dzielnicy II Grzegórzki, na Wesołej. Łączy wschodnią stronę dworca Kraków Główny, rozpoczynając bieg na skrzyżowaniu z ulicą Bosacką, z rejonem Ronda Mogilskiego.

## Historia
Ulica została wytyczona w 1801 roku śladem dawnej drogi prowadzącej z Kleparza, od kościoła św. Floriana do Mogiły. Nazywano ją wówczas Mogilską, zaś później Strzelecką, stanowiła główne połączenie miasta z Cmentarzem Rakowickim. Po 1847 roku, w związku z budową dworca kolejowego, ulica została podzielona na dwie części – dawny odcinek zachodni to dzisiejsza ulica Kurniki. W związku z powyższym ulica straciła na dotychczasowym znaczeniu, głównie na rzecz ulic Lubicz i Rakowickiej, którymi to od tej pory odbywał się dojazd do cmentarza. W obecnej formie ulica została wytyczona około 1878 roku. W latach 1906–1910 w domach nr 24, 16 oraz 18 mieszkał Józef Piłsudski, natomiast w czasie okupacji hitlerowskiej w mieszkaniu Tadeusza Brzozowskiego przy ulicy Topolowej odbywały się przedstawienia Teatru Niezależnego Tadeusza Kantora.
Nazwa ulicy została nadana około 1880 roku, najprawdopodobniej w nawiązaniu do topoli, którymi obsadzona była droga do cmentarza.

## Zabudowa
Zabudowę ulicy stanowią głównie kamienice 2–3 piętrowe, w przeważającej części w stylu eklektycznym i modernistycznym.
- ul. Topolowa 5 – Pałac Mańkowskich. Projektowali Józef Sowiński i Władysław Kaczmarski, 1901–1903. W latach 1954–1990 mieściło się tu Muzeum Lenina[2]
- ul. Topolowa 6 – kamienica w stylu eklektyczno-secesyjnym. Projektował Leopold Tlachna, 1907.
- ul. Topolowa 18 – kamienica w stylu historyzmu. Projektował Jan Sas-Zubrzycki, 1889–1890. W fasadę kamienicy wmurowano tablicę upamiętniającą Józefa Piłsudskiego.
- ul. Topolowa 20–22 – dawny budynek Szkoły Żeńskiej  Wydziałowej im. Św. Anny w stylu historyzująco-secesyjnym. Projektował Jan Zawiejski, 1903–1906.
- ul. Topolowa 30 (róg z ul. Ariańską 12) – projektował Leopold Tlachna, 1892 roku.
- ul. Topolowa 36 – kamienica w stylu neorenesansowym. Projektowali Józef Weinberger i Karol Janecki, 1893.
- ul. Topolowa 46 – kamienica w stylu modernistycznym. Projektowali Adam Czunko i Władysław Kleinberger, 1910. W kamienicy, nad bramą znajduje się witraż przedstawiający krajobraz z topolami.

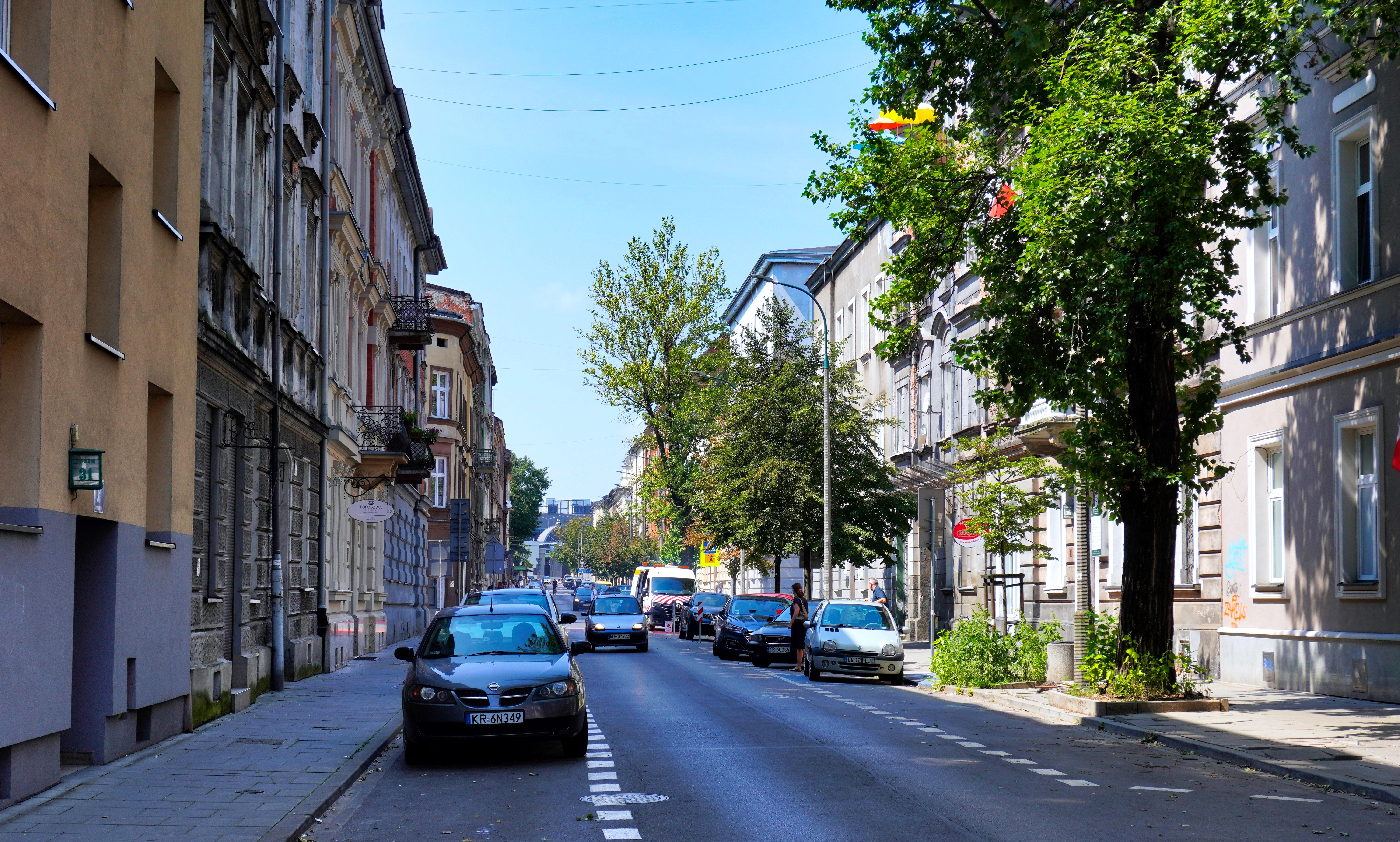
Widok ulicy w kierunku zachodnim
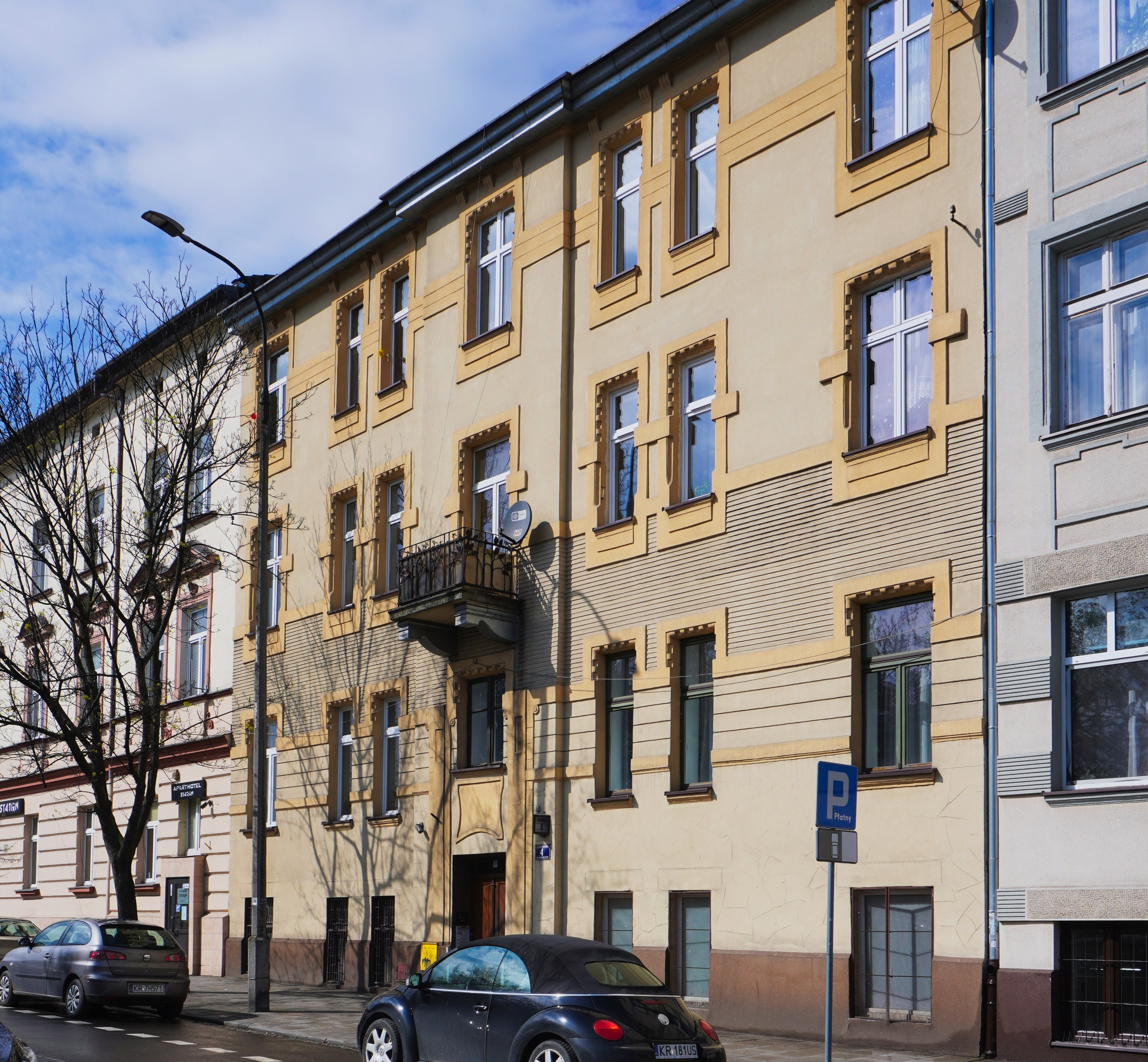
ul. Topolowa 4 Kamienica (proj. Leopold Tlachna, 1907)
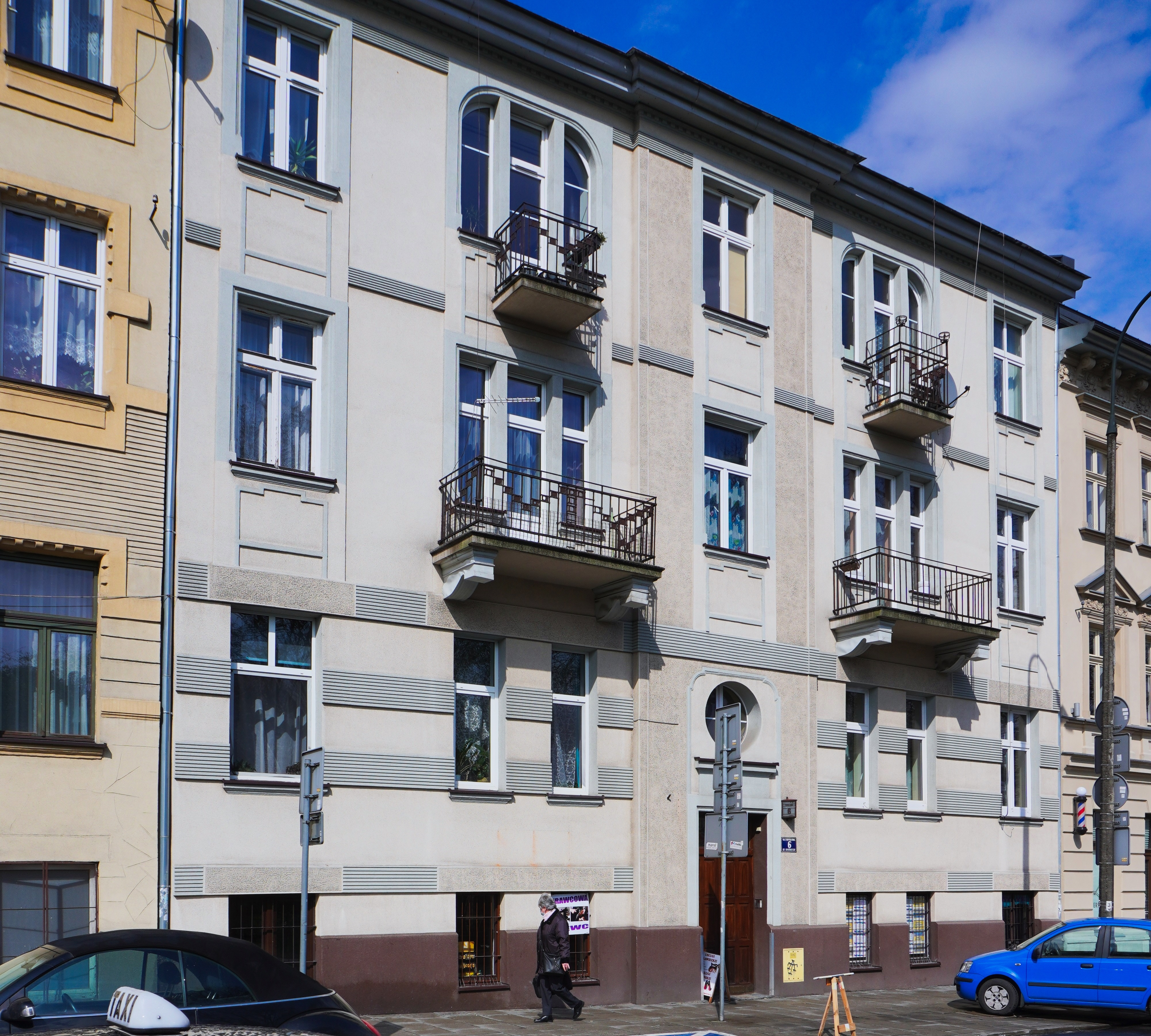
ul. Topolowa 6 Kamienica (proj. Leopold Tlachna, 1907)
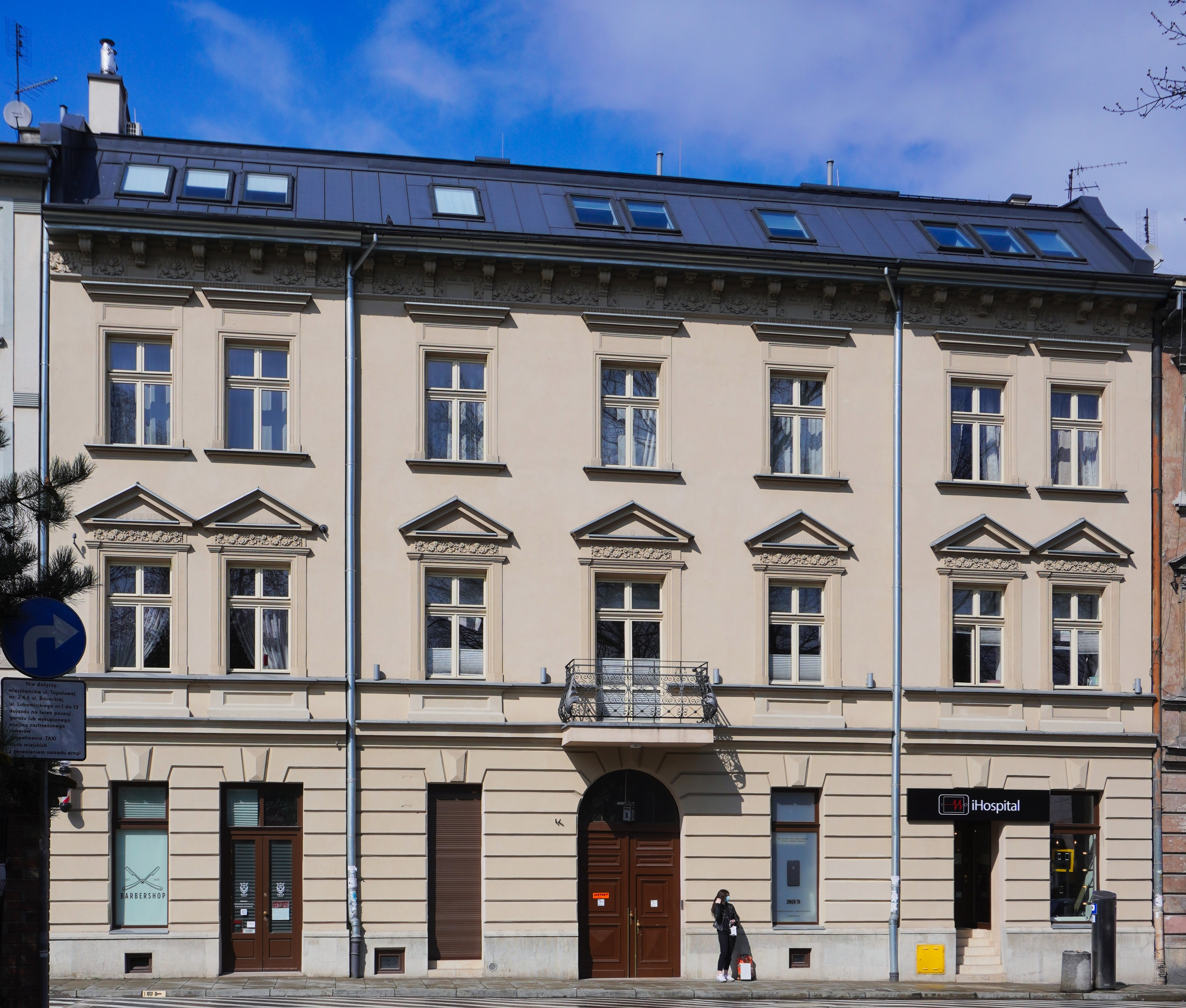
ul. Topolowa 8 Kamienica (proj. Adam Dębski, 1896)
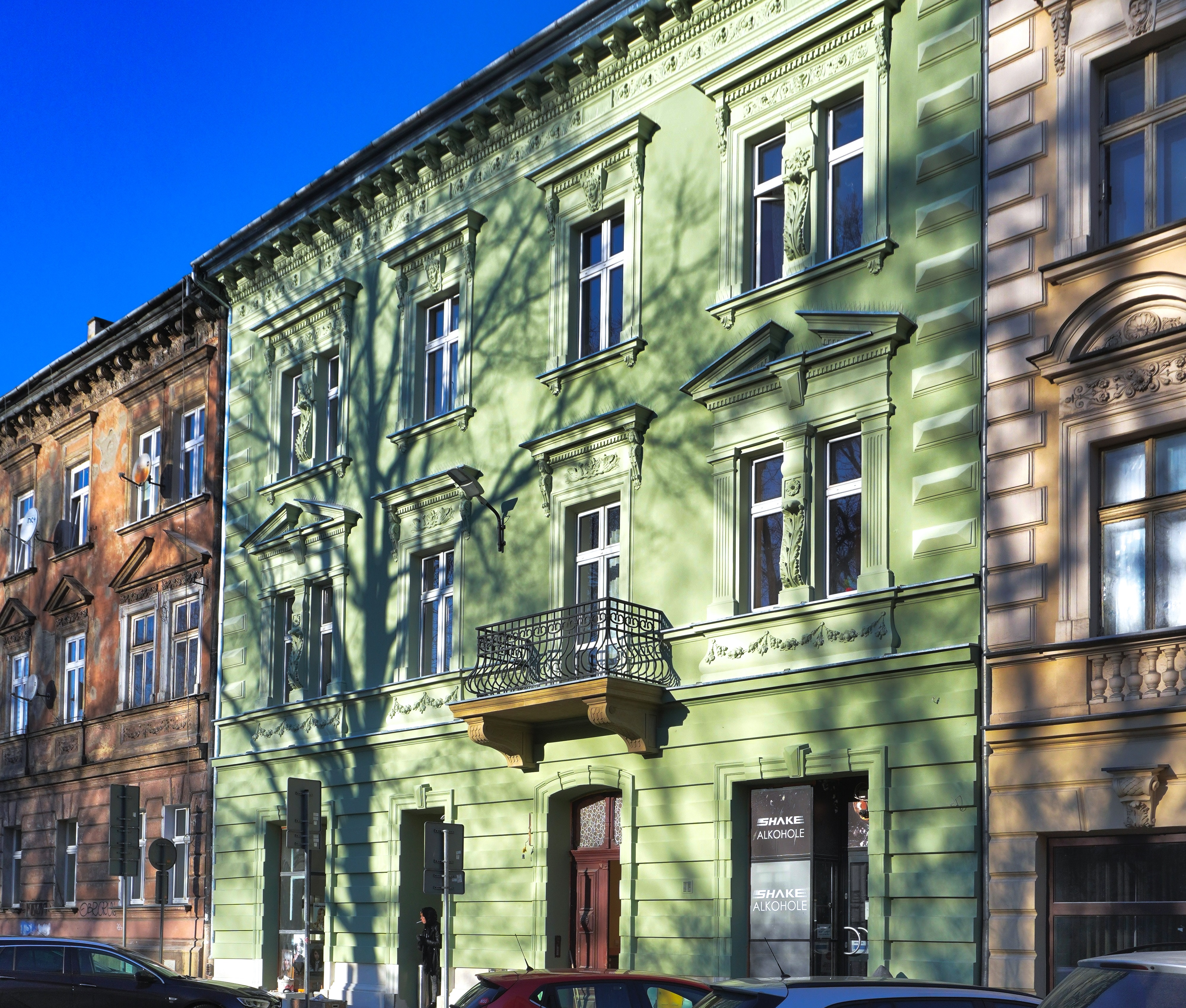
ul. Topolowa 12 Kamienica (proj. Leopold Tlachna, 1893)
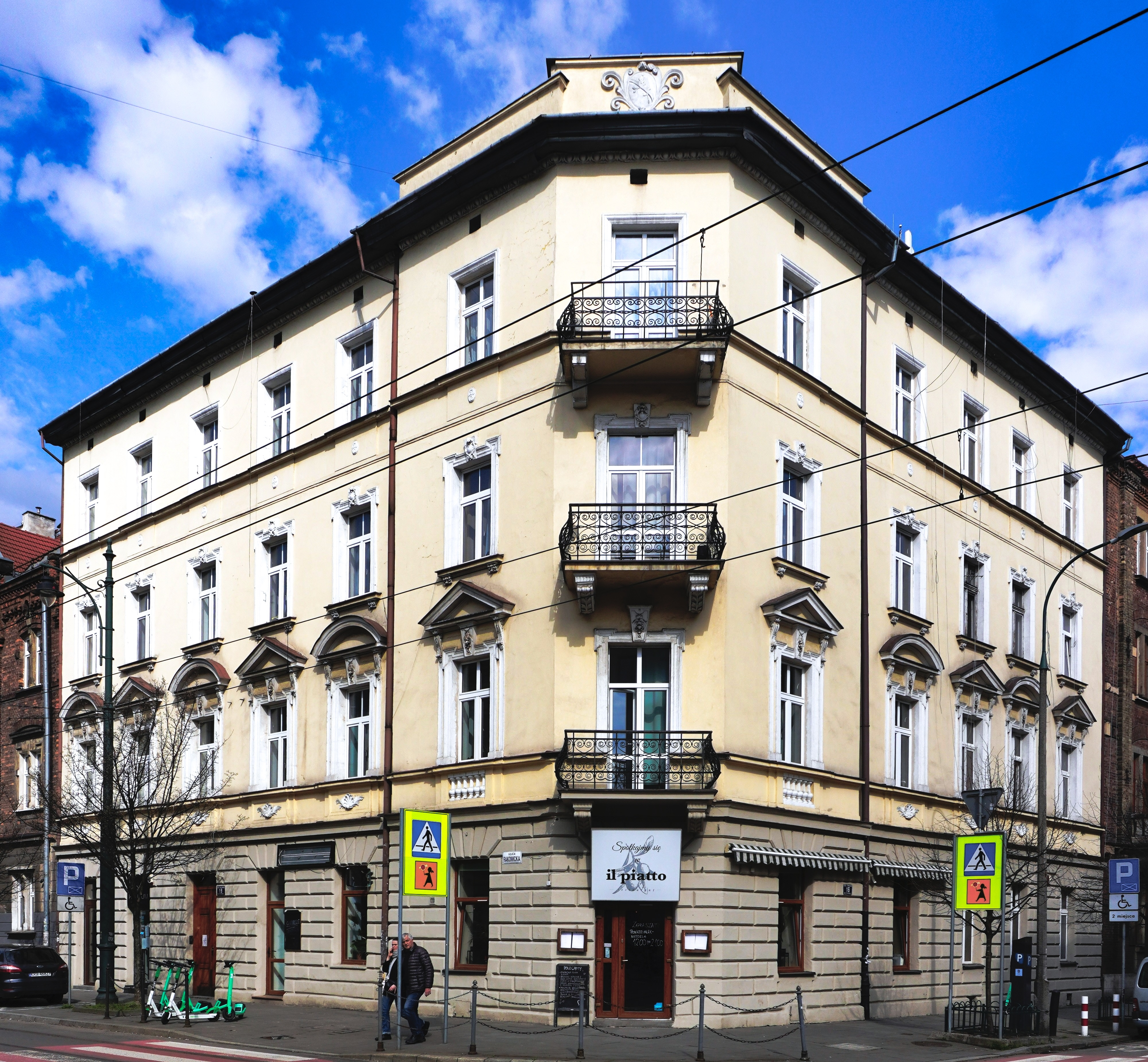
ul. Topolowa 16 (ul. Rakowicka 19) Kamienica (1894–1895)
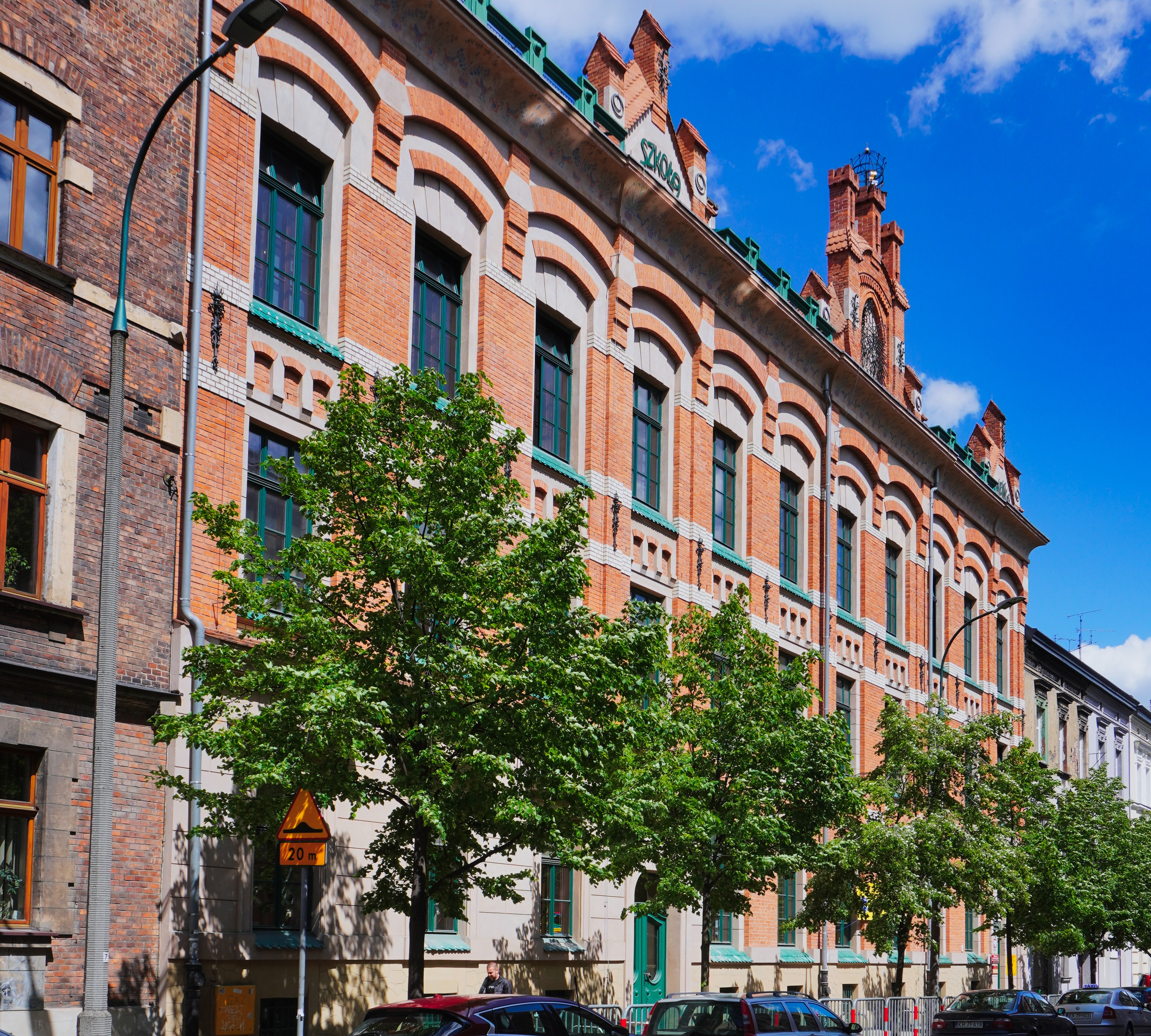
ul. Topolowa 20–22 Szkoła Miejska, obecnie Szkoła Podstawowa nr 3 (proj. Jan Zawiejski, 1903)
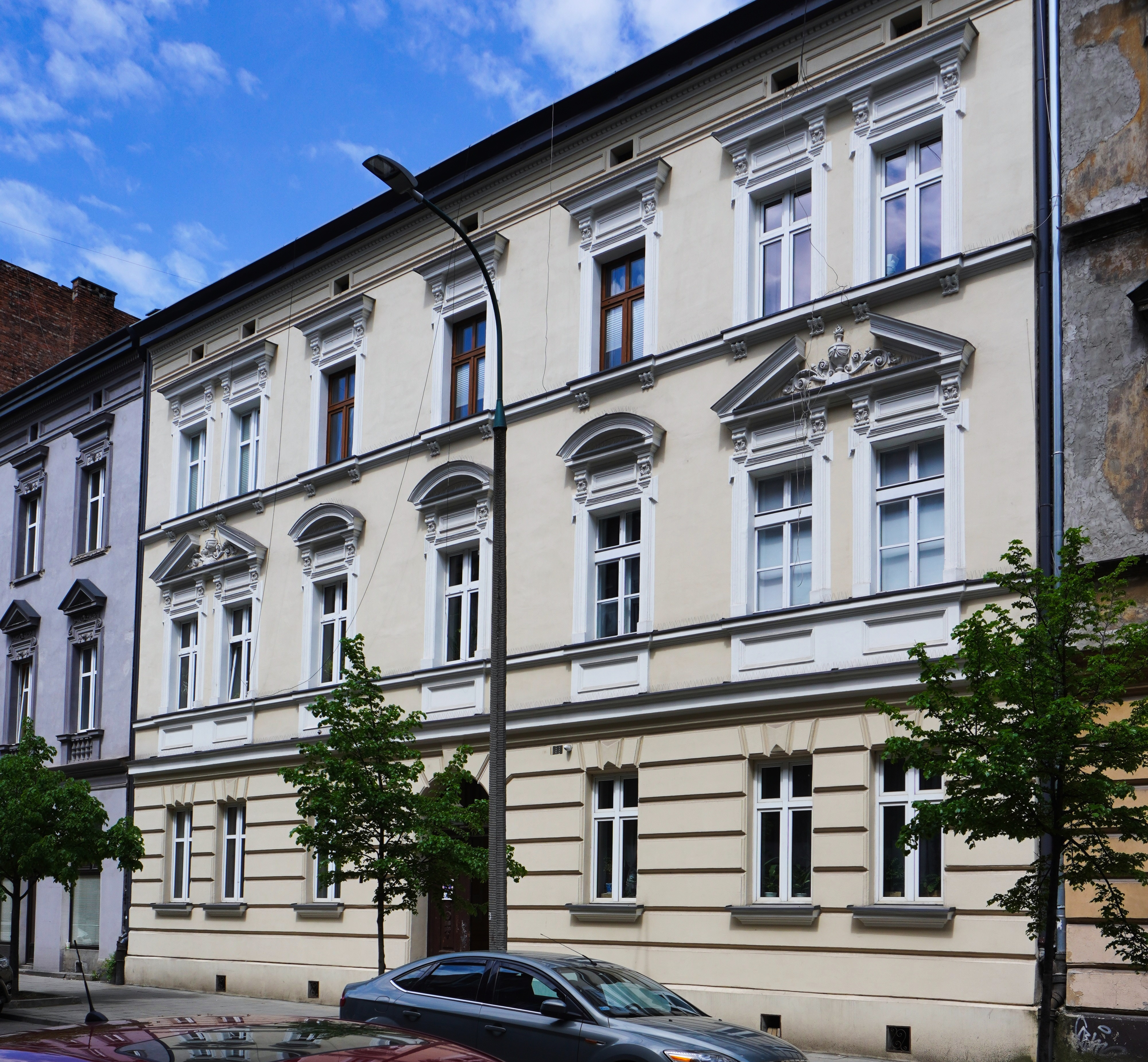
ul. Topolowa 26 Kamienica (proj. Leopold Tlachna, 1891)
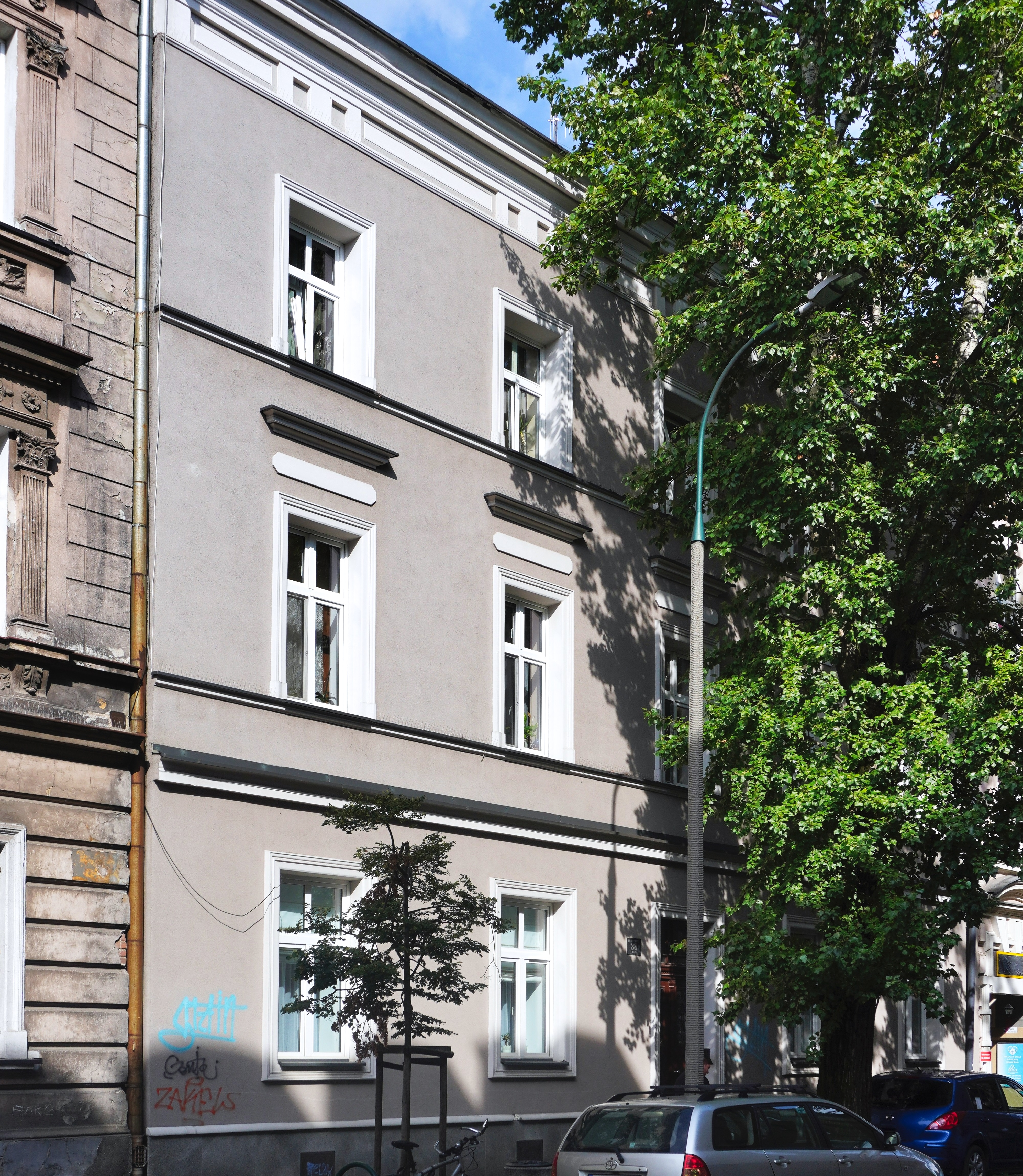
ul. Topolowa 38 Kamienica (1887)
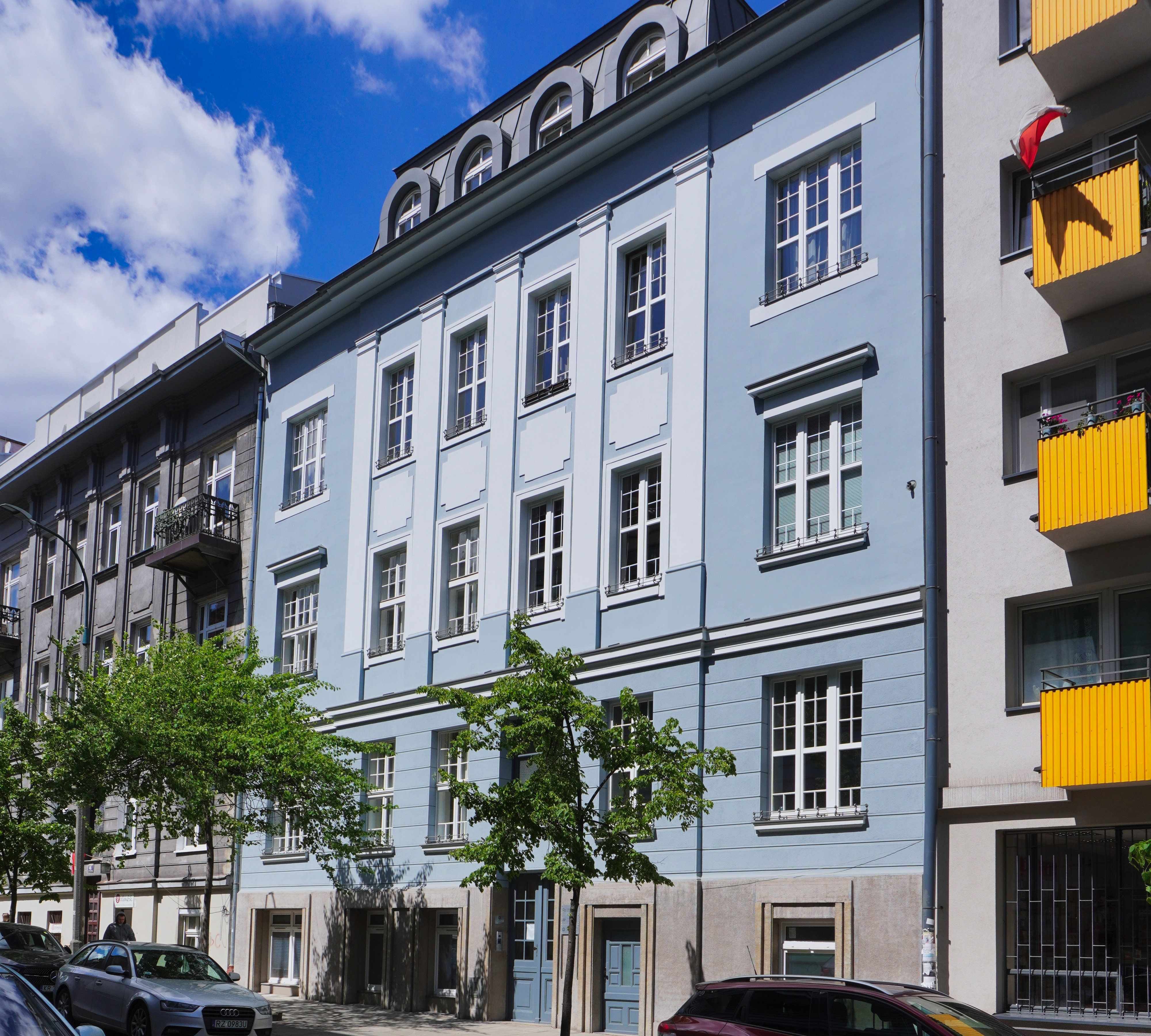
ul. Topolowa 48 Kamienica (proj. Władysław Kleinberger, 1910)
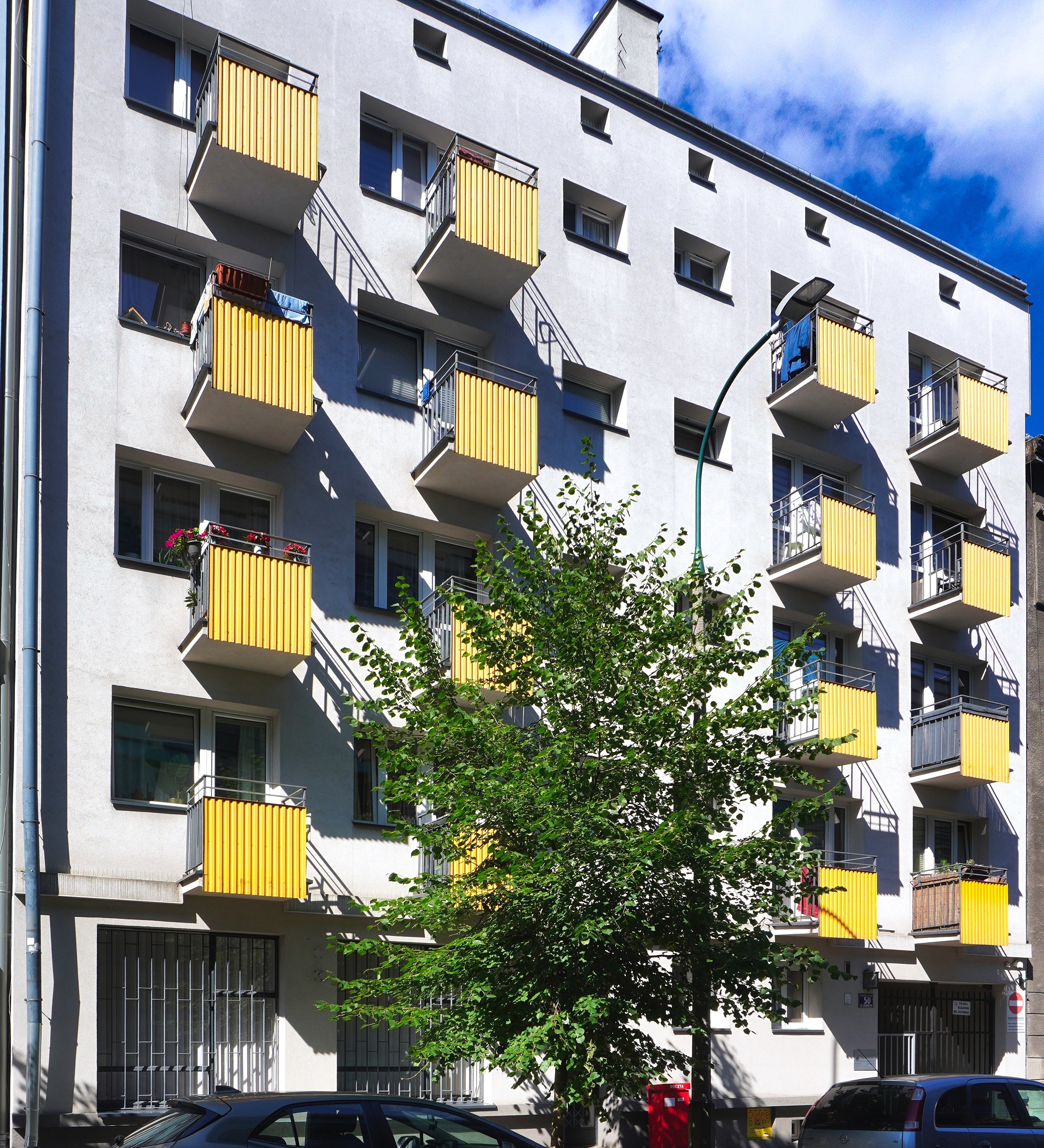
ul. Topolowa 50 Kamienica